# Nicolae Albu
Nicolae Albu (n. 7 aprilie 1910, Adrian, comuna Gurghiu, județul Mureș, România – d. 1986) a fost un istoric român

## Viața și activitatea
Nicolae Albu s-a născut la 7 arilie 1910 în satul Adrian, comuna Gurghiu, județul Mureș, România. A urmat studiile secundare la Târgu Mureș și la Blaj. A absolvit Facultatea de Litere și Filosofie a Universității din Cluj. Și-a desfășurat cercetările la Arhiva Mitropoliei Greco-Catolice din Blaj și la Arhiva Mitropoliei Ortodoxe din Sibiu. A fost învățător în Blaj, apoi profesor la Liceul Pedagogic din Blaj și la Liceul Agricol din Blaj. A fost colaborator al Institutului de Istorie Națională din Cluj.
A fost interesat de istoria învățământului românesc din Transilvania epocii moderne și de istoria Școlii Ardelene. A publicat în periodicele: „Unirea”, „Unirea poporului”, „Cultura creștină” și revista „Blajul”, „Transilvania”, „Familia”, „Revista arhivelor”, „Apulum”. A fost membru al „Societății de Științe Filologice din România” și al „Astrei”.

## Opera
- Nicolae Albu, Istoria învățământului românesc din Transilvania până în 1800, Blaj, 1944.
- Petru Maior, Scrisori și documente inedite, ediție îngrijită și prefață de Nicolae Albu, București, 1968.
- Nicolae Albu, Istoria școlilor românești din Transilvania între 1800-1867, București, 1971.

## Medalii, premii, titluri onorifice
Premiul „Gheorghe Asachi” al Academiei Române (1945) pentru lucrarea “Istoria Învățământului Românesc din Transilvania până la 1800”